# Àngels Carbona i Balaguer
Maria dels Àngels Carbona i Balaguer (Figueres, 1908 – Roses, 2000), coneguda com a Àngels Carbona, va ser una pintora i dibuixant catalana activa com a mínim entre els anys trenta i seixanta.

## Biografia
Àngels Carbona va néixer a Figueres l'any 1908, en una família de classe mitjana amb algunes propietats rurals. Era filla de Clara Balaguer Masdevall i Joan Carbona Balaguer, que era comerciant de la ciutat, i va tenir dos germans: Maria Assumpció i Ferran. El pare va abandonar la família quan eren petits i la mare va morir de tuberculosi, motiu pel qual la germana de la mare, Àngela Balaguer, va adoptar els tres germans. Àngela Balaguer era vídua i tenia un fill amb una greu paràlisi motora, Ferran Sunyer i Balaguer, que amb els anys esdevindria un reputat matemàtic.
La família es va instal·lar amb l'àvia materna al pis que aquesta tenia al carrer d'Àngel Guimerà de Barcelona (barri de les Tres Torres, Sarrià). Des d'aquest moment, la vida d'Àngels Carbona va quedar estretament lligada a la del seu cosí Ferran, de qui tindria cura fins a la seva mort. Tot i viure a Barcelona, mai van perdre els lligams amb l'Empordà i, de fet, als anys vint tenia molta relació amb els germans Dalí, una amistat que els venia de l'avi Carbona i el notari Dalí. Salvador Dalí va pintar un retrat de la seva germana Maria l'any 1925, que es conserva al Musée des Beaux-Arts de Montréal, mentre que el dibuix preparatori és al Museu de Montserrat.
Àngels Carbona i Anna Maria Dalí van mantenir sempre una estreta amistat i la pintora va il·lustrar el llibre Des de Cadaqués d'Anna M. Dalí, que es va editar al 1982.
Les propietats rurals que la família conservava es van haver de vendre per costejar les despeses que generava la malaltia de Ferran Sunyer. Els cosins van heretar el mas de Vilajoan, a Garrigàs, procedent de la família Sunyer de Roses, on van fer estades regulars, com ho demostren algunes fotografies que han quedat, com la que mostra Àngels Carbona pintant a plein air acompanyada de Ferran Sunyer llegint.

### Formació
Va estudiar a l'Escola Municipal de Dibuix de Figueres, on el 1916 formava part de la «Classe de les nenes» del professor Juan Núñez. Era una escola on moltes noies filles de famílies burgeses van aprendre dibuix i pintura i Àngels Carbona es va formar al costat d'altres noies, algunes de les quals van seguir produint obra. Van coincidir amb ella, entre d'altres, Maria Cusí, Mey Rahola, Maria Xirau, Rosa Soler, Carme Roget, Magda Folch i probablement Filomena Batlle.
Es creu que posteriorment podria haver estudiat dibuix i composició en alguna acadèmia de Barcelona, si bé també es diu que va estudiar magisteri.
D’altra banda, amb els anys va haver d'aprendre algunes nocions de matemàtica per poder transcriure els articles que el seu cosí li dictava.

### Postguerra
Després de la Guerra Civil, el germà, Ferran Carbona, es va exiliar al Brasil i la situació econòmica familiar encara es va fer més difícil. Després de la guerra, i en plena repressió franquista, els tres cosins van fer del pis de Sarrià un espai de reunió dels intel·lectuals barcelonins on els dissabtes es trobaven amb els amics per comentar novetats literàries, parlar de política o jugar a escacs.
En morir la seva tia l'any 1955, Àngels Carbona i la seva germana es van fer càrrec de Ferran Sunyer, van vetllar per la seva trajectòria professional i el van acompanyar a congressos internacionals.
Ferran Sunyer va morir sobtadament el 1967 per un problema cardíac i Àngels Carbona i la seva germana Maria es van traslladar a viure al mas de Vilajoan, des d'on van tenir cura del llegat intel·lectual del seu cosí. L'any 1983 van crear la Fundació Ferran Sunyer Balaguer per incentivar els estudis i la recerca en matemàtica i van crear també el Premi Internacional de Matemàtica Ferran Sunyer Balaguer, que se segueix convocant cada any. L'any 1991 la Fundació es va integrar a l'Institut d'Estudis Catalans.
Àngels Carbona va morir al geriàtric de Roses l'any 2000.
La novel·la Plans de futur de Màrius Serra, editada el 2013, està inspirada en la biografia familiar.
L'any 2020 les obres d'Àngels Carbona van formar part de l'exposició Pintar, crear, viure. Dones artistes a l'Alt Empordà (1830-1939), organitzada pel Museu de l'Empordà, que recuperava 31 dones artistes nascudes o establertes a l'Alt Empodà entre 1830 i 1939 a través d'un centenar d'obres entre pintures, dibuixos, escultures, fotografies i objectes de disseny industrial.

## Trajectòria artística
Hi ha molt poca informació sobre la trajectòria artística d'Àngels Carbona i es desconeix si va tenir una dimensió professional. Es té notícia de la seva participació en exposicions col·lectives i algun concurs a Barcelona però no consta que presentés cap exposició individual.
Així, el desembre de 1935 consta entre els participants en la primera Exposició col·lectiva d'artistes novells que es va fer a la Llibreria Catalònia. Dos anys més tard, apareix també entre els artistes de l'Exposició pro-Ajut Permanent a Madrid que es va presentar al local de l'Ateneu Socialista de Catalunya, l'antic cafè dels Quatre Gats.
També va ser present a l'Exposició del Dibuix i del Gravat que el novembre de 1938 van organitzar la Generalitat de Catalunya, l’Ajuntament de Barcelona i la Junta d’Exposicions d’Art de Catalunya, en la qual també hi van participar un bon nombre de dibuixants i gravadores, entre les quals hi havia Anna Aguilera, Montserrat Barta, Àngels Carbona i Montserrat Fargas.
Anys més tard, i ja després de la Guerra Civil, el novembre de 1944 prenia part a l'Exposición Nacional de Bellas Artes de Barcelona. La darrera notícia que es té sobre la seva carrera artística és del 1960, quan va presentar l'obra Noies a la segona edició del Concurso Internacional de Dibujo convocat per la Fundació Ynglada-Guillot de Barcelona, les obres del qual es van exposar al Palau de la Virreina.

## Obra
A més d'algun oli, l'obra que s’ha conservat d'Àngels Carbona és dibuix. Hi ha retrats familiars com el del cosí i el d'una noia que podria ser la seva germana; figures humanes que reprodueixen tots els trets del noucentisme, amb volums contundents i un cert hieratisme, i el paisatge empordanès, amb oliveres, masos i cels amples. Alguna font afirma que la seva especialitat eren la figura i la composició. Quant a la figura humana, destaca el dibuix Noies (1960) que mostra tres amigues situades en un context domèstic.
Va fer les trenta il·lustracions per al llibre sobre Cadaqués de la seva amiga Anna M. Dalí, que mostraven paisatges com la carretera de Roses, la plana de l'Alt Empordà o el poble de Cadaqués, algun interior i, especialment, elements de natura com orenetes, tempestes, xiprers, jardins i moltes flors (nenúfars, roselles, lliris, roses...). També hi apareixen retrats de dones vestides amb túnica clàssica: nàiades, nereides, muses i vestes. Destaquen les oliveres amb Cadaqués al fons que il·lustren la coberta i una immensa petxina que sura damunt d'una onada.
Igualment es conserven una llarga sèrie de nadales que, amb un tiratge reduït, cada any enviava als amics. Són il·lustracions de temàtica de natura i religiosa i algunes es van emprar per al llibre d'Anna M. Dalí.